# أنماري راينهارد
أنّماري راينهارد (بالألمانية: Annemarie Reinhard)‏ هي كاتِبة ومؤلفة ألمانية، ولدت في 29 نوفمبر 1921 في درسدن في ألمانيا، وتوفي بنفس المكان في 10 نوفمبر 1976.